# Lodewijk van den Berg
Lodewijk van den Berg (Sluiskil, 24 marzo 1932 – 16 ottobre 2022) è stato un ingegnere e astronauta olandese naturalizzato statunitense.
Nel 1985 prese parte alla missione STS-51-B a bordo dello Space Shuttle Challenger come specialista di carico.
Gli è stato dedicato l'asteroide 11430 Lodewijkberg.